# Le monde est chaud
Albums de Tiken Jah Fakoly
Racines
(2015)
Le monde est chaud est un album de Tiken Jah Fakoly sorti en 2019. C'est le dixième album studio du chanteur de reggae ivoirien, enregistré dans ses propres locaux neufs à Abidjan.
Le premier titre de l'album, du même nom, est la deuxième collaboration de l'artiste avec le rappeur français Soprano (après Ouvrez les frontières en 2007).    
Avec des titres comme Le monde est chaud ou Écologie, Fakoly dénonce en reggae l'inaction politique face au changement climatique.   

## Titres
| 1.    | Le monde est chaud (feat. Soprano) | 3:29 |
| 2.    | Pourquoi nous fuyons ?             | 3:22 |
| 3.    | No no no                           | 3:23 |
| 4.    | Libya                              | 4:00 |
| 5.    | Ça vole                            | 4:23 |
| 6.    | Dieu nous attends                  | 4:05 |
| 7.    | Kungo                              | 3:15 |
| 8.    | We Love Africa                     | 3:28 |
| 9.    | Kodjougou                          | 3:49 |
| 10.   | Ngomi                              | 3:53 |
| 11.   | Rasta                              | 3:34 |
| 12.   | Écologie                           | 3:53 |
| 44:54 |                                    |      |